# Cadena Dial
Cadena Dial è un'emittente radiofonica FM nazionale spagnola privata presente anche ad Andorra. È stata la prima radio privata del paese a utilizzare un format, nello specifico di sola musica in lingua spagnola. Trasmette in spagnolo e, nella sola Catalogna, in catalano. È di proprietà del Gruppo PRISA.

## Storia

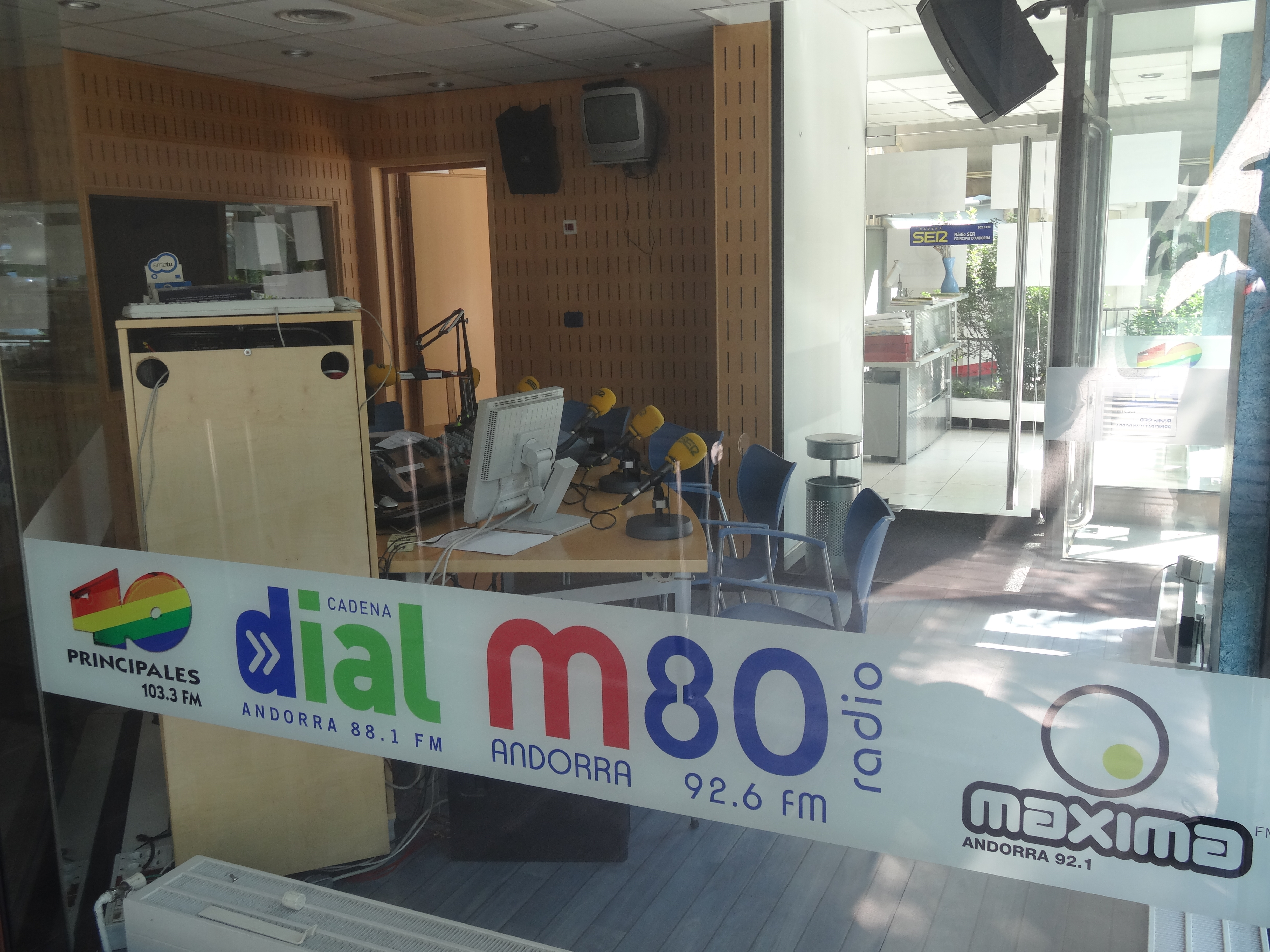
Sede dell'emittente a Andorra.

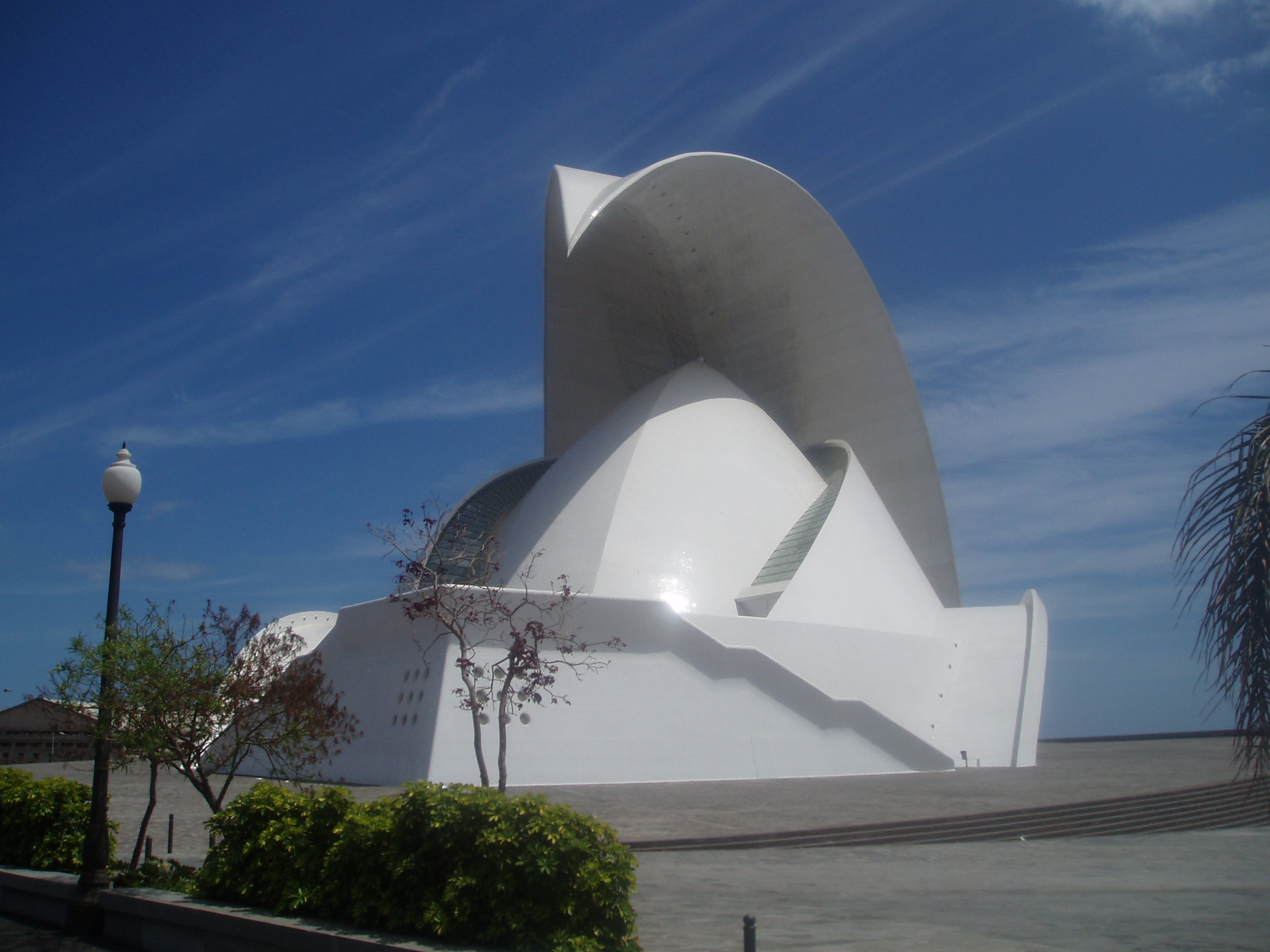
Auditorio di Tenerife.

La radio fu fondata nel 1988 come emittente locale madrilena. A partire dal 1992 nelle trasmissioni vennero aboliti i minispazi per l'informazione e i consigli agli ascoltatori fino ad allora presenti per assumere il format attuale. È oggi la seconda radio musicale per percentuale di ascolti della Spagna dietro la "cugina" Los 40 e terza in assoluto dietro Cadena SER, tutte do proprietà PRISA; nel 2012 l'audience era di 2,307 milioni di ascoltatori.

## Premios Dial
A partire dal 1996 Cadena Dial organizza i Premios Dial, assegnati ai gruppi e agli artisti di maggior successo della scena musicale in lingua spagnola, anche provenienti da paesi che hanno un altro idioma. Fino al 2006 il premio veniva assegnato a Madrid, mentre a partire dal 2007 la premiazione si svolge a Santa Cruz de Tenerife (Isole Canarie), nel moderno Auditorio di Tenerife.
Il premio viene trasmesso da Televisión Canaria e in tutta la Spagna da Divinity, e all'estero dalle versioni di Los 40 (una radio musicale pure di PRISA) di vari paesi americani; se la trasmissione avviene in diretta o in differita dipende dalle scelte editoriali delle singole emittenti e dalla differenza nel fuso orario.
| RADIO | ArgentinaRadio Continental, Los 40 Principales - Argentina CileLos 40 Principales - Chile ColombiaLos 40 Principales - Colombia Costa RicaLos 40 Principales - Costa Rica EcuadorLos 40 Principales - Ecuador SpagnaCadena Dial Stati UnitiRadio Caracol 1260 - Miami, W Radio 690 Los Ángeles GuatemalaLos 40 Principales - Guatemala MessicoLos 40 Principales - Mexico PanamaLos 40 Principales - Panamá ParaguayLos 40 Principales - Paraguay Repubblica DominicanaLos 40 Principales - República Dominicana |

Tra gli artisti italiani premiati possono essere ricordati Eros Ramazzotti, Tiziano Ferro (edizione 2009) e Laura Pausini (edizioni 2007, 2012 e 2014), per la loro produzione musicale in lingua spagnola.